# Beatrix z Albonu
Beatrix z Albonu (1161 – 1228) se stala po otcově smrti v roce 1162 hraběnkou a dauphine.
V roce 1183 se provdala za Huga III. Burgundského, se který měla tři děti:
- Guigues VI. z Viennois (1184–1237)
- Mahaut (1190–1242)
- Anna

| Burgundská hraběnka         | Burgundská hraběnka        | Burgundská hraběnka          |
| --------------------------- | -------------------------- | ---------------------------- |
| Předchůdce: Alice Lotrinská | 1183–1192 Beatrix z Albonu | Nástupce: Tereza Portugalská |